# Nataša Barbara Gračner
Nataša Barbara Gračner, slovenska igralka in režiserka, * 1. marec 1969, Ljubljana
Je prvakinja ljubljanske Drame. Monodrama Jamski človek, ki jo je režirala, je imela 743 ponovitev. Leta 2025 je prejela Borštnikov prstan.

## Gledališče
Leta 1991 je zaključila študij dramske igre na Akademiji za gledališče, radio, film in televizijo.
Po diplomi je imela redko srečo, da je lahko izbirala med ponudbami več gledaliških hiš. Izbrala je Slovensko mladinsko gledališče, saj jo je tja povabil režiser Eduard Miler, ki jo je s svojo predstavo v Gledališču Glej spreobrnil iz mlade sovražnice gledališča v bodočo igralko. Leta 1998 je po sedmih letih postala članica SNG Drama Ljubljana.
Je izredna profesorica za področje dramske igre in umetniške besede na AGRFT.

## Zasebno
Z bivšim možem Brankom Šturbejem ima sina.

## Filmografija

### Filmi
- Ivan (2017): socialna delavka
- Všečkana (2015, kratki): Anjina mama
- Razredni sovražnik (2013): Zdenka
- Zapelji me (2014): Lukova mama
- Osebna prtljaga (2009): Mojca
- Ljubljana je ljubljena (2005): Anita
- Delo osvobaja (2004): Vera
- Blues za Saro (1998): Sara
- Triptih Agate Schwarzkobler (1997, TV): Agata
- Gala (1997, TV): Eva
- Carmen (1996): Carmen
- Rabljeva freska (1995): Eva

### TV serije
- Jezero (2019)

## Nagrade in priznanja

### Gledališče
- 2025 Borštnikov prstan[11]
- 2019 Borštnikova nagrada - Emmi, Ali: strah ti pojé dušo
- 2016 Župančičeva nagrada Mesta Ljubljane za vrhunske stvaritve zadnjih dveh let - Madame Clawdia Chauchat, Čarobna gora; Duša, Jugoslavija, moja dežela; Madeleine, V republiki sreče[12]
- 2013 Borštnikova nagrada - Mati, Mati
- 2012 Borštnikova nagrada - Baronica Castelli-Glembay, Gospoda Glembajevi
- 2012 Severjeva nagrada - Jelena Nikolajevna Krivcova, Malomeščani in Baronica Castelli-Glembay, Gospoda Glembajevi
- 2006 Nagrada Prešernovega sklada - Katerina Ivanovna Verhovceva, Brati Karamazovi in Nuria, En španski komad
- 2003 Borštnikova nagrada - Helene, Pred sončnim vzhodom
- 2001 Borštnikova nagrada - Mlada ženska,  Noži v kurah
- 2000 Borštnikova nagrada - Nastasja Filipovna, Idiot. 13 skic iz romana
- 2000 Žlahtna komedijantka - Rozala,Ta veseli dan ali Matiček se ženi, 9. Dnevi komedije v Celju
- 1993 Borštnikova nagrada - Susn 1, Susn SMG
- 1991 Borštnikova nagrada za mlado igralko - Lucinda, Življenje podeželskih plejbojev AGRFT

Vir

### Film
- 2013 vesna za stransko vlogo - Zdenka, Razredni sovražnik (2013), 16. Festival slovenskega filma, Portorož
- 2005 vesna za glavno vlogo - Vera, Delo osvobaja (2004) in Anita, Ljubljana je ljubljena (2005), 8. Festival slovenskega filma, Portorož

Vir